# 6S / SsrS РНК

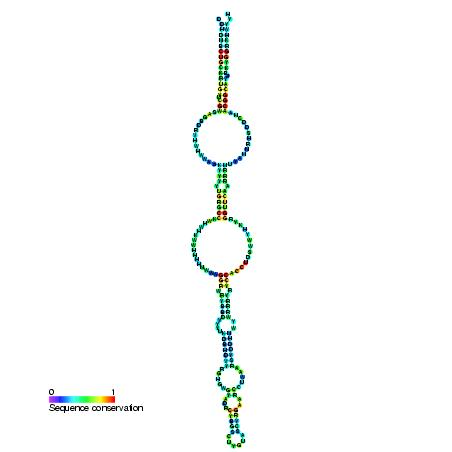
Вторинна структура та консервативність послідовності 6S РНК

6S РНК одна з перших ідентифікованих і секвенованих некодуючих РНК. Її функція в бактеріальній клітині була невизначеною до недавнього часу. РНК складається з 184 нуклеотидів; тривимірна структура РНК є великою «шпилькою», що містить великий одноланцюговий фрагмент.
6S РНК ассоціюється з РНК-полімеразою, що містить у своєму складі фактор специфічності сігма-70 (sigma70 specificity factor). Ця взаємодія блокує експресію з сігма-70-залежних промоторів впродовж стаціонарної фази. Гомологи 6S РНК нещодавно були ідентифіковані в більшості бактеріальних геномів. Багато Грам-позитивних видів мають по дві копії 6S РНК. В Bacillus subtilis обидві копії взаємодіють з РНК-полімеразами із сігма-факторами та експресуються під час різних фаз росту. В багатьох протеобактеріях 6S РНК може бути утворена з транскрипту кодуючого гомологічні форми E. coli YgfA білку, який ймовірно є метенилтетрагідрофолат синтетазою. Різні версії 6S РНК в інших бактеріях. Експериментально було доведено, що purD РНК мотиви перекриваються з 6S РНК.